# Douglas DC-4
Douglas DC-4 er et fire motores passagerfly udviklet af det amerikanske selskab Douglas Aircraft Company.
Det anvendtes under 2. verdenskrig og under Blokaden af Berlin som militært fragtfly under benævnelsen C-54 Skymaster, og efter krigen som passagerfly for flere flyselskaber rundt i verden.
Den første DC-4 lettede i 1938, og da produktionen stoppede i 1947, var der blevet bygget 79 flyvemaskiner af denne type.
- Douglas DC-4
- Cockpit

## Tidligere operatører af DC-4
Følgende flyselskaber opererede Douglas DC-4:
- Aer Turas (en)
- Air France
- Alitalia
- Aviaco (de)
- Balair (de)
- Belgian International Air Services (de)
- British Eagle (no)
- British Midland International (bmi)
- Braathens
- British Overseas Airways Corporation (de)
- Channel Airways (de)
- Compagnie Air Transport (de)
- Dan-Air (en)
- Det Danske Luftfartselskab (DDL)
- Det Norske Luftfartselskap (de)
- El Al
- Iberia
- Icelandair
- KLM
- LTU International (de)
- Luxair
- Martinair
- Middle East Airlines
- Sabena
- Scandinavian Airlines
- Spantax (de)
- Swissair
- Syrian Air
- TAP Air Portugal
- TMA Cargo (de)
- Transeuropa Compañía de Aviación (de)